# 통문관 (서점)
통문관(通文館)은 대한민국 서울특별시에 있는 유서 깊은 서점이다. 1934년에 설립되어 대한민국에서 가장 오래된 서점이다. 설립 이래 가족 사업으로 이어져 왔다. 주로 학자들에게 봉사해 왔으며, 한국사 연구에 상당한 영향을 미친 것으로 알려져 있다. 이 사업체는 2013년에 서울미래유산으로 지정되었다. 또한 역사적 가치가 있는 가게인 오래가게이다.

## 설명
이 서점의 전신은 금문당이라고 불렸다. 1934년, 25세의 직원 이겸로는 이 사업체를 인수하여 금학당으로 이름을 바꾸었다. 이 서점은 1945년에 현재의 이름을 얻었다. 고려 시대 관청의 이름을 따서 명명되었다. 1950년에서 1953년 사이에 발생한 6.25 전쟁이 발발하자 이겸로는 조선의 군사 역사를 기록한 80권 분량의 책을 보존하기 위해 들고 피난했다. 이겸로는 희귀 서적의 유명한 수집가가 되었다. 1961년, 그는 월인석보 사본을 발견했다. 그는 이를 연세대학교에 기증했다. 그는 또한 한국학중앙연구원에서 도난당했던 왕실 문서와 삼국유사의 원본 한 권도 찾아냈다. 그는 이러한 서적들을 대학 도서관에 기증했다. 그는 2006년에 97세의 나이로 사망했다. 3대 주인인 이종운은 1998년에 사업을 물려받았다.
주로 학자들이 단골로 알려져 있으며, 역사학자 최남선, 언어학자 이희승, 미술사학자 김원용 등 저명한 한국 지식인들이 자주 찾았다고 한다. 한국사 연구에 상당한 공헌을 했으며, 지식인들 간의 사상 교환을 위한 장 역할을 했다고 한다. 이 서점은 총 6만~7만 점의 소장품을 보유하고 있으며, 이 중 약 3만 점만이 매장에 전시되어 있다고 한다. 이 서점에는 미국 군정을 감독했던 존 R. 하지가 서명한 원고가 있다. 이 서점에는 역사적인 한국 신문인 독립신문 사본이 있다. 2010년대에 들어서 인사동의 높은 임대료를 감당하기 위해 더 일반적인 서적을 판매하기 시작했다고 한다.

## 같이 보기
- 오래가게
- 동양서림 – 서울의 또 다른 유서 깊은 서점